# Oxytropis leucocyanea
Oxytropis leucocyanea är en ärtväxtart som beskrevs av Aleksandr Andrejevitj Bunge. Oxytropis leucocyanea ingår i släktet klovedlar, och familjen ärtväxter. Inga underarter finns listade i Catalogue of Life.